# يا له من كرتون!
يا له من كرتون! (بالإنجليزية: !what a catoon) (عُرف لاحقًا باسم The What a Cartoon! Show و The Cartoon Cartoon Show) هي سلسلة مسلسلات أنثولوجية رسوم متحركة أمريكية أنشأها فريد سيبرت لصالح كرتون نتورك تم إنتاج الشورتات القصيرة من قبل شركة هانا-باربيرا للإنتاج بحلول نهاية السباق كرتون نتورك ستوديوز تمت إضافة علامة الإنتاج إلى بعض الأفلام القصيرة للإشارة إلى أنها أصلية للشبكة، يتألف المشروع من 48 رسما كاريكاتوريا قصيرا وتهدف إلى إعادة القوة الإبداعية لرسامي الرسوم المتحركة والفنانين من خلال إعادة خلق الأجواء التي ولدت شخصيات الرسوم المتحركة الشهيرة في منتصف القرن العشرين، يعكس كل فيلم قصير هيكل الرسوم الكاريكاتورية المسرحية، حيث يعتمد كل فيلم على لوحة القصة الأصلية التي رسمها وكتبها الفنان أ المبدع.
بث المسلسل لأول مرة في 20 فبراير 1995، وتم الترويج للشورتات القصيرة على أنها العرض الأول عالميًا للرسوم المتحركة، أثناء العرض الأصلي للشورتات القصيرة ، تمت إعادة تسمية السلسلة إلى The What a Cartoon! عرض ولاحقًا إلى The Cartoon Cartoon Show حتى عرض الفيلم القصير الأخير في 23 أغسطس 2002، كان المشروع بمثابة نقطة انطلاق للعديد من المسلسلات التلفزيونية المتحركة على شبكة كرتون نتورك، بما في ذلك فتيات القوة ومختبر دكستر ، و جوني برافوا، و البقرة والدجاجة ، و كوردج الجبان، مايك ، لو أند أوغ ، خروف في المدينة، ،ماذا حدث ل ... روبوت جونز؟، و  أولاد الجيران، و غريم والشرير، و ميغاس، بالإضافة إلى برنامج فوكس فاميلي غاي
المسلسل مؤثر في ولادة عدد كبير من أفلام كرتون نتورك الأصلية والمساعدة في إحياء الرسوم المتحركة التلفزيونية في التسعينيات. وبمجرد أن أصبح لديها العديد من الأفلام القصيرة الأصلية، أصبحت تلك أول أفلام كارتون كارتونية (مصطلح جماعي لسلسلة كارتون نتورك الأصلية القديمة. من 2005 إلى 2008 ، تم إحياء The Cartoon Cartoon Show ككتلة لإعادة عرض الرسوم الكرتونية القديمة التي تم التخلص منها تدريجياً من قبل الشبكة.